# 幻夜
『幻夜』（げんや）は、東野圭吾の推理小説。
集英社「週刊プレイボーイ」2001年No.19/20号から2003年No.16号に連載され、加筆訂正された後に2004年1月26日に集英社より単行本として刊行された。また、2007年3月25日には集英社文庫版が刊行されている。
ベストセラーになったミステリー長篇『白夜行』の姉妹作ともいえる作品である。連作短篇として連載されていたが、単行本は長篇に構成しなおして刊行された。
作品は2004年に第131回直木三十五賞にノミネートされたが、受賞を逸した。
発行部数は2010年10月の時点で100万部に迫る勢い。
WOWOWのドラマW枠で連続ドラマ化され、2010年11月21日から翌年の1月16日まで放送された。

## あらすじ
1995年の阪神・淡路大震災に端を発し、地下鉄サリン事件などを経て2000年1月1日まで、現実と虚構を交錯させながら物語は展開する。
父の通夜の翌朝、突如発生した大地震の後、水原雅也は借金返済を迫る叔父を衝動的に殺害してしまう。その時、彼の傍らには見知らぬ女が佇んでいた。新海美冬と名乗る彼女に犯行を目撃されたのか、雅也は確信を持てない。しかし、震災という過酷な状況がもたらした奇妙な縁によって、美冬と雅也は互いに依存し、助け合いながら生きることになる。
その後、二人は震災の記憶を拭い去るかのように、希望を胸に東京へ向かう。だが、彼らの行く先々で、不可解な事件と陰謀が暗躍し始める。やがて、刑事の加藤亘は、一連の出来事に潜む奇妙な偶然に気づき始めるのだった。

## 登場人物
新海美冬
阪神・淡路大震災の被災者。見る者を魅了する容姿を持つ。目的のためには手段を選ばない。うなじに二つの黒子があり、頻繁に整形手術を繰り返している。
水原雅也
阪神・淡路大震災の被災者。手先が器用で、金属加工の資格を多数持つ。新海美冬を愛し、ある秘密を共有しているが故に、数々の犯罪に手を染める。
加藤亘
警視庁捜査一課の刑事。卓越した洞察力を持つ。
青江真一郎
美容師。新海美冬に見出され、カリスマ美容師として活躍する。
浜田美香
美容室「モン・アミ」の従業員。
中野亜実
美容室「モン・アミ」の従業員。
有子
定食屋「おかだ」の娘。水原雅也を気遣う。
福田
「フクタ工業」の経営者。
中川
「フクタ工業」の職人。
前村
「フクタ工業」の職人。
安浦達夫
「フクタ工業」の元職人。ある出来事をきっかけに右手に傷を負い、工場を辞める。
曽我孝道
商社勤務。新海美冬の父親の元部下。美冬にある物を届けようとする。
曽我恭子
曽我孝道の妻。
秋村隆治
高級宝飾店「華屋」の社長。後に新海美冬と結婚する。
倉田頼江
秋村隆治の実姉。
水原幸夫
水原雅也の父親。経営する金属加工工場の業績不振により自殺。
米倉俊郎
水原雅也の母方の叔父。
米倉佐貴子
米倉俊郎の娘。

## 書籍情報
- 単行本：集英社、2004年1月26日発売[2] ISBN 4-08-774668-2
- 文庫本：集英社文庫、2007年3月20日発売[3] ISBN 978-4-08-746134-3

## テレビドラマ
『東野圭吾「幻夜」』（ひがしのけいご げんや）は、東野圭吾による同名の推理小説を原作としたテレビドラマ。
2010年11月21日より2011年1月16日まで、WOWOWの「連続ドラマW」枠で放送された。ドラマ化にあたっては設定が一部変更されている。震災は東海地方で発生した設定で、新海冬美と水原雅也の出身地は愛知県にある架空の都市相葉市となっている。
主演は深田恭子、共演は塚本高史、柴田恭兵他。
ドラマは2011年3月にポニーキャニオンよりDVD化された。

### キャスト
- 新海美冬 - 深田恭子：東海地方の震災の被災者。震災を機に雅也と行動を共にする。
- 水原雅也 - 塚本高史：東海地方の震災の被災者。父の通夜の夜に被災し、自宅が倒壊した。

#### 水原家
- 水原幸夫 - 小倉一郎：水原雅也の父。
- 米倉俊郎 - 岩松了：水原幸夫の弟。雅也の叔父。
- 小谷佐貴子 - 佐藤仁美: 米倉俊郎の娘。
- 小谷信二 - 菅原大吉: 小谷佐貴子の夫。

#### 警察関係
- 加藤亘 - 柴田恭兵：警視庁捜査一課刑事。
- 加藤千沙子 - 奥貫薫：加藤亘の妻。
- 西崎貴仁 - 黄川田将也：警視庁捜査一課刑事。加藤のパートナー。
- 西崎貴仁の母 - 中田喜子
- 捜査一課 - 中村育二：警視庁捜査一課課長。加藤の上司。
- 捜査一課 - 加藤満：警視庁捜査一課主任。加藤の上司。
- 鑑識課 - 本城丸裕
- 村上 - 浅見小四郎：相葉署の刑事。
- 相葉署の刑事 - 大西武志
- 元刑事 - 船越英一郎（特別出演）

#### Sky Jewelry
- 畑山彰子 - みさきゆう：Sky Jewelry売り上げNO.1。
- 坂井静子 - 石原あつ美：Sky Jewelry売り上げNO.2。
- 浜中洋一 - 吹越満：Sky Jewelry 店長。
- 浜中洋一の妻 - 比企理恵
- 秋村隆治 - 鈴木一真：Sky Jewelry 社長。
- 倉田頼江 - 根岸季衣：秋村隆治の姉。
- 秋村隆治の祖父 - 織本順吉

#### フクタ工業
- 福田 - 河原さぶ：フクタ工業社長。
- 安浦 - でんでん：フクタ工業従業員。

#### 曽我家
- 曽我孝道 - 尾美としのり：新海美冬と不倫関係。
- 曽我恭子 - 鈴木砂羽：孝道の妻。
- 曽我ハルカ - 内村つぐみ：孝道と恭子の娘。

#### その他
- 倉沢克子 - 森下千里：パシフィックテレビリポーター。避難所で美冬を取材する。
- 美冬の隣人の女性 - 内田春菊
- 岡田有子 - 市川由衣：下総屋食堂の娘。
- 青江真一郎 - 菊田大輔：美冬が設立したヘアサロンset'sで働く
- 飯塚千絵 - 佐藤千亜妃：ヘアサロンで働く。青江の恋人。
- 大田先生 - 品川徹：新海美冬の中学時代の担任。
- 松島 - 大島蓉子：保険会社社員。
- 店員 - さくら：かつての美冬の経営していた店の隣の店の店員。

### スタッフ
- 原作 - 東野圭吾
- 監督 - 猪崎宣昭、麻生学、猪原達三
- 脚本 - 渡邉睦月
- 音楽 - 溝口肇
- 主題歌 - 珠妃「光の彼方へ」
- プロデューサー - 井上衛
- 制作協力 - ホリプロ
- 製作著作 - WOWOW

### 放送日
| 放送回 | 放送日         | サブタイトル   | 監督     |
| ------ | -------------- | -------------- | -------- |
| 第1話  | 2010年11月21日 | 運命の出会い   | 猪崎宣昭 |
| 第2話  | 11月28日       | 悪女の目覚め   | 猪原達三 |
| 第3話  | 12月05日       | 過去からの使者 | 麻生学   |
| 第4話  | 12月12日       | 嵌められた女   | 麻生学   |
| 第5話  | 12月19日       | 操られた男     | 猪崎宣昭 |
| 第6話  | 12月26日       | 刑事の慟哭     | 猪崎宣昭 |
| 第7話  | 2011年01月09日 | 知り過ぎた男   | 猪崎宣昭 |
| 第8話  | 01月16日       | 最期の夜       | 猪原達三 |

| WOWOW 連続ドラマW枠                        | WOWOW 連続ドラマW枠                                 | WOWOW 連続ドラマW枠                                       |
| 前番組                                     | 番組名                                              | 次番組                                                    |
| ------------------------------------------ | --------------------------------------------------- | --------------------------------------------------------- |
| マークスの山 （2010年10月17日 - 11月14日） | 東野圭吾「幻夜」 （2010年11月21日 - 2011年1月16日） | CO 移植コーディネーター （2011年3月20日 - 2011年4月17日） |